# Пушкин, Иван Фёдорович
Иван Фёдорович Пушкин «Шиш» (ум. после 1684) — жилец, стряпчий, рында, чашник, стольник, окольничий и воевода.

## Биография
Представитель дворянского рода Пушкиных. Второй сын воеводы и дворянина московского Фёдора Фёдоровича Пушкина от брака с Анной Ивановной Давыдовой. Братья — Григорий, Пётр и Фёдор.
В 1646 году И. Ф. Пушкин во время отсутствия царя Алексея Михайловича в Москве «дневал и ночевал» на царском дворе. В 1648 году был в числе поезжан на первой свадьбе царя Алексея Михайловича с Марией Ильиничной Милославской. В конце того же года был пожалован из жильцов в стряпчие.
В 1649—1651 годах И. Ф. Пушкин сопровождал царя в его «походах» в Саввино-Сторожевский монастырь, села Коломенское и Хорошево.
4 мая 1656 года во время царского приёма послов германского императора рындами были назначены князья Прозоровские, Матвей Степанович и Иван Фёдорович Пушкины. И. Ф. Пушкин бил челом на своего родственника М. С. Пушкина, заявив что это назначение для него «невместно». По приказу царя И. Ф. Пушкин был заменен И. А. Прончищевым.
В 1656 году во время рижского похода у царя Алексея Михайловича в шатре был приём венгерского и молдавского послов, а также гонца курфюрста бранденбургского. 3 августа 1656 года при их отпуске рындами были Никита Иванович и Матвей Васильевич Шереметевы, а в другой паре — Иван Фёдорович и Матвей Степанович Пушкины. На этот раз И. Ф. Пушкин местничать не стал.
В 1660 и 1671 годах И. Ф. Пушкин служил чашником во время торжественных обедов, на которых присутствовали грузинский царевич Николай Давидович и польские посланники.
В 1669 году он «дневал и ночевал» у гроба царевича Симеона Алексеевича, а в 1670 году — у гроба царевича Алексея Алексеевича.
В 1673—1676 годах — «товарищ» (заместитель) первого тобольского воеводы, боярина Петра Михайловича Салтыкова. 9 марта 1676 года П. М. Салтыков «со всем домом своим поехал к Москве, по государеву указу, не дожидаяся перемены», то «досиживал до перемены товарищ его — стольник Пушкин с дьяками». Ровно через месяц спустя, 9 апреля 1676 года, приехал в Тобольск новый воевода, боярин Петр Васильевич Большой Шереметев.
В промежуток самостоятельного воеводства в Тобольске, И. Ф. Пушкину пришлось в день Вербного Воскресения участвовать в обряде «шествия на осляти». В качестве исправлявшего должность главного воеводы Иван Фёдорович Пушкин, согласно царскому указу 1669 года, когда впервые введен этот обряд в Тобольске, вел под уздцы осла, на котором сидел митрополит сибирский Киприан.
С 23 ноября 1676 по 14 января 1679 гг. И. Ф. Пушкин был воеводой в Верхотурье, но со 2 мая до 27 сентября 1678 года, «в перемену Тобольского воеводы Петра Васильевича Меньшого Шереметева», находился в Тобольске, а на его месте в Верхотурье был временно воеводою стольник Родион Михайлович Павлов.
В 1682 году окольничий Иван Фёдорович Пушкин был назначен воеводой в Чернигов. Перед отъездом он получил наказ как относительно приема города от прежнего воеводы Григория Камынина, хлебной и денежной казны, завершенных и незавершенных дел, так и относительно тех требований, которые передавались к нему, как к черниговскому воеводе.
В 1684 году И. Ф. Пушкин находился на воеводстве в Терках.

## Дети
- Иван Пушкин (ум. после 1718), стольник (1683)
- Фёдор Пушкин (ум. после 1697), стряпчий (1646), стольник (1690)